# Міжнародна клініка відновного лікування
Міжнародна реабілітаційна клініка Козявкіна (до 2018 - Міжнародна клініка відновного лікування) — реабілітаційна клініка у м. Трускавець Львівської області. Спеціалізується на реабілітації пацієнтів з різними неврологічними розладами, включаючи церебральний параліч,  затримку моторного розвитку у дітей  сколіоз, наслідки цереброваскулярних захворювань та черепно-мозкових травм, розлади аутичного спектру, синдром дефіциту уваги та гіперактивності. В основу реабілітації покладений метод В.І.Козявкіна.

## Історія
В липні 2003 року в екологічно чистій зоні Прикарпаття, в курорті Трускавець, введена в дію Міжнародна клініка відновного лікування, загальна площа приміщень якої становить 14 000 м2.[джерело?]

## Про клініку
При створенні клініки враховано потреби і особливості неповносправних пацієнтів. Особливу увагу при плануванні і дизайні клініки приділено функціональності та естетичному оформленню приміщення. Будова клініки, що знаходиться неподалік озера, оформлена в сучасному стилі. 
На першому поверсі клініки, в кабінетах вежі та в цокольному поверсі розташовані медичні відділення. Діагностичне відділення сплановане з врахуванням основного завдання діагностики в СІНР – визначення функціонального стану пацієнта, адаптаційних та компенсаторних можливостей його організму. Сучасне діагностичне обладнання дає можливість застосовувати широкий спектр нейрофізіологічних обстежень, тестів дихальної та серцево-судинної системи, широкого вивчення великих моторних функцій, аналізу ходи, функції кисті та багатьох інших. 
Просторі кабінети реабілітаційних відділень устатковані зручними меблями та сучасним реабілітаційним обладнанням забезпечують ефективне проведення лікувальних процедур та створюють необхідний комфорт для медичних працівників клініки. 
Спеціалізовані кабінети механотерапії та лікувальної фізкультури обладнанні різноманітним тренажерами для розвитку сили, координації рухів, удосконалення ходи, поступової вертикалізації тіла. Ряд кабінетів спеціально адаптовано для проведення занять за програмою біодинамічної корекції рухів та занять комп’ютерної реабілітаційної ігротерапії.
Комп’ютерна мережа клініка та спеціально розроблене програмне забезпечення суттєво автоматизує та полегшує ведення всієї медичної документації.
Стаціонарне відділення клініки включає 100 палат, які забезпечують комфорт пацієнтам та їхнім супроводжуючим протягом курсу реабілітації. Сучасне оформлення палат, красиві сучасні меблі, вигідні ліжка – усе це робить перебування в клініці по-домашньому зручним та затишним.
Просторі одно-, дво- і тримісні палати клініки площею від 24 м2. устатковані телефоном, холодильником, кабельним телебаченням, можливістю підключення до Інтернету. Враховуючи особливі потреби мешканців, у всіх номерах спеціально обладнані ванні кімнати площею 6 м2. Мешканці можуть скористатися усіма стандартними послугами - пранням, прасуванням, дрібним ремонтом одягу тощо. Безпека проживання пацієнтів забезпечується системою електронних замків з надійною службою контролю доступу. Більшість технологічних процесів клініки автоматизовано згідно концепції „Розумного дому”.
На другому поверсі клініки знаходиться ресторан на 180 чоловік. Шведський стіл адаптований до вимог неповносправних дітей. 
Пацієнти та їхні супроводжуючі можуть провести вільний час у барі, який розташований на першому поверсі в головному холі клініки.
Всі приміщення, в тому числі кімнати для проживання, спеціально пристосовані для людей з особливими потребами.

## Лікування
Основною медичною технологією, що використовується при реабілітації пацієнтів в Міжнародній реабілітаційній клініці Козявкіна є "Метод професора Козявкіа" (Система інтенсивної нейрофізіологічної реабілітації СІНР).  
В основі системи реабілітації лежить полімодальний підхід із застосуванням різнобічних методів впливу на пацієнта. Одним з основних компонентів методу є біомеханічна корекція хребта та великих суглобів, у поєднанні з комплексом лікувальних заходів, а саме: рефлексотерапією, мобілізуючою гімнастикою, спеціальною системою масажу, апітерапією, механотерапією та ін. 
Різносторонні лікувальні впливи цього методу, які взаємно доповнюють та посилюють один одного, спрямовані на досягнення основної мети реабілітації - на покращення якості життя пацієнтів.
На початку і наприкінці курсу реабілітації проводиться діагностична оцінка функціонального стану пацієнтів.
Пацієнт отримує лікування згідно призначеної програми та індивідуально підібраного маршруту реабілітації.
Створений в результаті застосування СІНР, новий функціональний стан, на фоні нормалізації м’язового тонусу, відновлення рухливості суглобів, покращення трофіки та циркуляції крові, відкриває принципово нові можливості для розвитку, а також виникають нові фізіологічні рухові стереотипи, пацієнти стають більш самостійними в повсякденному житті і, як наслідок, виразно покращується їх соціальна адаптація..  